# Falcó Doble
Falcó Doble (també possiblement Dju, Nebwy, Hrwy i Horwy ) va ser un governant del Baix Egipte durant el període de Naqada III. Segurament va regnar durant el segle XXXII aC. Es desconeix la durada del seu regnat.

## Descoberta
El 1910, l'egiptòleg Jean Clédat va descobrir la primera prova de l'existència del Falcó Doble. Clédat estava excavant el jaciment d'⁣El Mahmoudiyah, al nord-est del delta del Nil, ⁣ quan un pagès li va portar una gerra i alguns fragments que havia descobert durant la plantació d'un palmerar proper a El-Beda. Investigant el jaciment, Clédat aviat va descobrir quatre serekhs del Falcó Doble.
La següent testimoni de l'existència del governant Falcó Doble va ser descoberta l'any 1912 durant les excavacions de Hermann Junker al jaciment de Tura, on una tomba va revelar una gerra completa amb un serekh coronat per dos falcons.
Més endavant, es van trobar serekhs de Falcó Doble a la península del Sinaí, concretament a Tell Ibrahim Awad, situat al delta oriental. També es van trobar a Adaima i Abydos, a l'Alt Egipte, i a la pedrera de Palmahim, al sud d'Israel.
La concentració dels serekhs del faraó Doble Falcó al Baix Egipte i al nord-oest del Sinaí indica que el seu govern podria haver estat limitat a aquestes regions. No obstant això, la presència geogràfica més àmplia dels seus serekhs, especialment a l'Alt Egipte i al Llevant meridional, suggereix que l'autoritat a llarga distància dels reis de Naqada III ja havia començat cap al final del període, fos a través del comerç o de la guerra.
Si les inscripcions del recto de la paleta líbia són realment noms reials, el Falcó Doble podria aparèixer al costat de l'Escorpí I o de l'Escorpí II a la segona fila de símbols inscrits.

## Nom
El serekh del Falcó Doble és únic en la seva disposició i composició. En primer lloc, és l'únic serekh coronat per dos falcons d'Horus, un davant de l'altre. En segon lloc, el serekh no té un compartiment per al nom, ja que està omplert per les línies verticals que normalment representen la façana en fornícula d'un palau. El serekh també manca de la línia horitzontal que delimita la façana del palau del nom del governant que hi ha a sobre. Finalment, cada falcó es troba al seu propi cim. Els anomenats " serekhs anònims" s'han trobat amb força freqüència a tot l'Alt i el Baix Egipte, alguns fins i tot tenen la seva procedència a Rafah, situada al sud de Palestina.

Molts d'aquests serekhs es van descobrir a les tombes d'Abidos, concretament a les tombes U-s i U-t.  A més del serekh original del Falcó Doble, MJ Clédat també va trobar diversos altres serekhs d'estil similar a partir d'artefactes a El-Beda, un dels quals va postular que representava el nom d'una reina, "Ka-Neith ". Pel que fa al Falcó Doble, un faraó, Clédat i els seus col·legues egiptòlegs Günter Dreyer i Edwin van den Brink sospiten que un simbolisme més profund explica aquestes peculiaritats. Els dos falcons podrien representar el Baix Egipte i el Sinaí, ja que sembla que el Falcó Doble regnava sobre ambdues regions. Dreyer creu que els falcons es troben sobre una representació del "signe de la muntanya", N26 de la llista de signes de Gardiner:
| N26 |

I llegeix el nom com a Dju ( ḏw ), de manera que el nom del rei està representat per una parella de falcons a les muntanyes sobre un serekh pla. En canvi, Alejandro Jiménez Serrano llegeix el nom com a Nebwy ( nb.wy ), "els dos senyors", i hi veu una similitud amb una paleta cosmètica molt anterior que s'exposa al Museu Barbier-Mueller de Ginebra.